# Sven Lange
Sven Lange (født 22. juni 1868 i København, død 6. januar 1930 sammesteds; ved dåben: Svend) var en dansk forfatter, teater- og litteraturkritiker. Han var søn af Carl Lange og far til Ib og Per Lange. 
Lange blev student i 1887 og debuterede i 1893 med novellesamlingen Engelcke og andre Fortællinger. Han opholdt sig i 1893-1900 i udlandet, bl.a. som redaktør af Simplicissimus i perioden 1896-98. Fra hans yngre år stammer en lang række fine intime skuespil, herunder Iris eller den usaarlige Frue (1897), De stille Stuer (1902), Samson og Delila (1909) og Kærligheden og Døden (1914). Romaner fra samme periode er Hjertets Gerninger (1900), Sommerleg (1902), Barnets Gave (1908) og Fru Gerda og hendes Moder (1915). Senere blev han oversætter af August Strindberg og forfattede under inspiration herfra flere tekster om dansk statskultur og kulturhistorie, dels som dramatik, dels i novelleform. Bl.a. En Dag paa Slot (1923) om Johann Friedrich Struensee, Amor og Bacchus (1926) om Knud Lyne Rahbek og Axel Heibergs tid, samt De første Kampe (1925) om Georg Brandes. Mest indflydelse fik Lange som kritiker: Af hans anmeldelser udkom i 1929 et udvalg i to bind under titlerne Meninger om Theater og Meninger om Litteratur.

## Manuskriptforfatter og filminstruktør
Sven Lange modtog i 1910 licens til at drive den nyåbnede biograf Panoptikon Teatret i København. Lange ønskede at lede publikums smag "ind i et bedre spor". Lange fattede interesse for film, og skrev allerede i 1910 sit første manuskriptet til sin første film, filmen Elskovsleg, der blev vist i Panoptikon. Senere samme år skrev han manus til filmen Et Menneskeliv, som han også instruerede. Han skrev herefter en række manuskripter til danske film og blev ifølge filmhistoriker Marguerite Engberg sammen med Otto Rung en af tidens bedst betalte filmforfattere.

### Filmografi som manuskriptforfatter
- Elskovsleg (1910)
- Et Menneskeliv (også instruktør, 1910)
- Elskovs Magt (1913)
- Bristet Lykke	(1913)
- Under Skæbnens Hjul	(1914)
- Fædrenes Synd (1914)
- Eventyrersken (1914)
- Hendes Ungdomsforelskelse (1916)
- Naar Hjerterne kalder (1916)
- Kærlighedslængsel (1916)
- Den frelsende Film (1916)
- Rytterstatuen	(1919)

## Priser
- Drachmannlegatet. 1924